# Auricularia (Stachelhäuter)
Die Auricularia ist eine Larvenform der Stachelhäuter (Echinodermata), die in der Individualentwicklung (Ontogenese) der Seewalzen (Holothuroida) vorkommt. Es handelt sich um eine anfänglich bilateralsymmetrische Form, die weitgehend der Dipleurula ähnelt. Das Wimpernband ist dabei allerdings häufig lappiger ausgestaltet. Mit dem Beginn der Metamorphose bildet sich eine Doliolaria, bei der das Wimpernband in drei bis fünf Einzelbänder zerfällt. Den Abschluss der Metamorphose bildet das Pentactula-Stadium mit fünf Tentakeln und einem Füßchenpaar, aus dem sich die fertige Seewalze entwickelt.